# Na ratunek 112
Na ratunek 112 – polski serial paradokumentalny emitowany od 2016 roku początkowo na antenie telewizji Polsat, a następnie TV4. Fabuła kolejnych odcinków przedstawia nagłe wypadki i pracę operatorów numerów alarmowych. 11 marca 2025 roku został wyemitowany 1000. odcinek serialu.

## Bohaterowie (operatorzy)
| Nr operatora | Operator                          | Okres występowania   |
| ------------ | --------------------------------- | -------------------- |
| 2            | Grzegorz Kosowski                 | od 2025              |
| 3            | Andrzej Wolski                    | 2016 – 2023          |
| 5            | Aleksandra Jadownik/Anna Jadownik | 2018                 |
| 5            | Anna Nowacka                      | 2021                 |
| 7            | Piotr Maciejewski                 | 2021 — 2024          |
| 7            | Ewa Siedlecka                     | od 2025              |
| 8            | Agnieszka Makowska                | 2017 – 2018          |
| 8            | Natalia Nowicka                   | od 2025              |
| 9            | Jakub Grzybowski                  | 2021 – 2023          |
| 10           | Malwina Kucner                    | 2016 – 2019          |
| 12           | Aleksandra Mokrzycka              | 2018                 |
| 13           | Monika Haber/Anna Leśniewska      | od 2016              |
| 14           | Natalia Majewska                  | od 2016              |
| 15           | Michalina Bardzka-Brzeska         | od 2020              |
| 17           | Adrian Kamiński                   | 2016 – 2018          |
| 17           | Aleksandra Owczarska              | od 2025              |
| 19           | Robert Cichoń                     | 2019 – 2022          |
| 21           | Olga Adamczyk                     | 2017 – 2019, od 2021 |
| 22           | Weronika Biegalska                | 2021 – 2022          |
| 22           | Zuzanna Olkiewicz                 | 2020                 |
| 23           | Alicja Sosnowska                  | 2019                 |
| 24           | Hanna Szumska                     | 2018 – 2020, 2022    |
| 27           | Grzegorz Piasecki                 | 2019 – 2022          |
| 27           | Ewelina Góralska                  | od 2021              |
| 28           | Piotr Szacki                      | 2016 – 2020          |
| 33           | Karolina Dziurawiec               | 2021 – 2022          |
| 37           | Łukasz Bielański                  | 2020 – 2023          |
| 38           | Linda Gruszka                     | od 2025              |
| 42           | Patryk Radwański                  | 2017 – 2021          |
| 44           | Łukasz Warcki                     | 2019                 |
| 47           | Anna Zgierska                     | 2019                 |
| 48           | Łukasz Dankowski                  | 2017 – 2018          |
| 54           | Ewelina Wojtala                   | 2017                 |
| 60           | Tymon Szubski                     | 2021, 2023 – 2024    |
| 68           | Karol Fabiański                   | 2018                 |
| 73           | Łukasz Huber                      | 2021 – 2023          |

Role zgłaszających i poszkodowanych odgrywają aktorzy-amatorzy. Nie wszyscy operatorzy Centrum Pogotowia Ratunkowego pojawiają się w każdym odcinku.

## Emisja w telewizji
Uwaga: tabela zawiera daty odnoszące się wyłącznie do pierwszej emisji telewizyjnej; nie uwzględniono w niej ewentualnych prapremier w serwisach internetowych (np. Polsat Box Go).
| Seria | Odcinki       | Pierwsza emisja telewizyjna | Pierwsza emisja telewizyjna | Pierwsza emisja telewizyjna | Pierwsza emisja telewizyjna | Pierwsza emisja telewizyjna |
| Seria | Odcinki       | Sezon                       | Początek emisji             | Koniec emisji               | Pora emisji                 | Stacja                      |
| ----- | ------------- | --------------------------- | --------------------------- | --------------------------- | --------------------------- | --------------------------- |
| 1.    | 1–60 (60)     | jesień 2016                 | 29 sierpnia 2016            | 22 listopada 2016           | poniedziałek–piątek 16.30   | Polsat                      |
| 2.    | 61–120 (60)   | wiosna 2017                 | 27 lutego 2017              | 25 maja 2017                | poniedziałek–piątek 16.30   | Polsat                      |
| 3.    | 121–180 (60)  | jesień 2017                 | 4 września 2017             | 24 listopada 2017           | poniedziałek–piątek 16.30   | Polsat                      |
| 4.    | 181–240 (60)  | wiosna 2018                 | 26 lutego 2018              | 24 maja 2018                | poniedziałek–piątek 16.30   | Polsat                      |
| 5.    | 241–300 (60)  | jesień 2018                 | 3 września 2018             | 26 listopada 2018           | poniedziałek–piątek 16.30   | Polsat                      |
| 6.    | 301–360 (60)  | wiosna 2019                 | 4 marca 2019                | 30 maja 2019                | poniedziałek–piątek 16.30   | Polsat                      |
| 7.    | 361–420 (60)  | jesień 2019                 | 2 września 2019             | 25 listopada 2019           | poniedziałek–piątek 16.30   | Polsat                      |
| 8.    | 421–453 (33)  | wiosna 2020                 | 2 marca 2020                | 16 kwietnia 2020            | poniedziałek–piątek 16.30   | Polsat                      |
| 9.    | 454–513 (60)  | jesień 2020                 | 1 września 2020             | 24 listopada 2020           | poniedziałek–piątek 16.30   | Polsat                      |
| 10.   | 514–573 (60)  | wiosna 2021                 | 1 marca 2021                | 25 maja 2021                | poniedziałek–piątek 16.30   | Polsat                      |
| 11.   | 574–633 (60)  | jesień 2021                 | 30 sierpnia 2021            | 23 listopada 2021           | poniedziałek–piątek 16.30   | Polsat                      |
| 12.   | 634–693 (60   | wiosna 2022                 | 28 lutego 2022              | 25 maja 2022                | poniedziałek–piątek 16.30   | Polsat                      |
| 13.   | 694–753 (60)  | jesień 2022                 | 29 sierpnia 2022            | 22 listopada 2022           | poniedziałek–piątek 16.30   | Polsat                      |
| 14.   | 754–813 (60)  | wiosna 2023                 | 27 lutego 2023              | 25 maja 2023                | poniedziałek–piątek 16.30   | Polsat                      |
| 15.   | 814–873 (60)  | jesień 2023                 | 4 września 2023             | 27 listopada 2023           | poniedziałek–piątek 16.30   | Polsat                      |
| 16.   | 874–933 (60)  | wiosna 2024                 | 4 marca 2024                | 31 maja 2024                | poniedziałek–piątek 16.30   | Polsat                      |
| 17.   | 934–993 (60)  | jesień 2024                 | 2 września 2024             | 26 listopada 2024           | poniedziałek–piątek 15.30   | TV4                         |
| 18.   | 994–1053 (60) | wiosna 2025                 | 3 marca 2025                | 28 maja 2025                | poniedziałek–piątek 11.25   | TV4                         |
| 19.   | od 1054       | jesień 2025                 | 1 września 2025             | b.d.                        | poniedziałek–piątek 10.55   | TV4                         |